# ТКБ-506
ТКБ-506 (ТКБ-506А) — компактное трёхзарядное бесшумное стреляющее устройство калибра 7,62 мм, замаскированное под портсигар. Вместе со специальным патроном СП-2 создано советским конструктором Игорем Стечкиным по заказу КГБ СССР в 1954 году. Имеются сведения об использовании данного вида оружия оперативным составом Первого главного управления (внешняя разведка) КГБ.

## Конструкционные особенности
Скрытность (бесшумность, беспламенность и бездымность) применения обеспечивалась благодаря уникальному патрону замкнутого типа СП-2 калибра 7,62 мм в котором был реализован принцип запирания пороховых газов внутри гильзы. Ввиду того, что длина ствола была крайне невелика, для увеличения поражающего эффекта метательный заряд составлялся на основе капсюльного состава от крупнокалиберных боеприпасов (12,7 мм) вперемешку с быстрогорящим порохом. В качестве спускового крючка использовалась кнопка замка портсигара. Имеются сведения, что при выстреле из ствола длиной 25 мм пуля массой 6,2 грамма приобретала скорость 175 м/с и на дальности 5 метров была способна пробить пакет из трёх сосновых досок.